# Superia
Fujicolor Superia，为富士胶片面向消费级市场的日用彩色负片系列胶卷，不过亦推出面向专业市场的「PRESS」型号。该系列负片的主打卖点在于加入第四层感光层，据富士胶片宣传该感光层对于荧光灯源摄影有较好的颜色重现，其竞争对手为柯达的金胶卷及全能系列彩色负片。
该系列于1998年首次推出，直至2019年中期，Superia产品线仅剩两款胶卷在产：于全球市场发行的Superia X-TRA 400以及于日本国内发行的Superia Premium 400。

## 历史
Superia系列于1998年推出，旨在取代富士前期生产的Super G Plus系列负片，后期则成为富士主要销售的彩色负片，并提供了100，200，400，800及1600共5种感光度选择，2009年富士又于日本地区新推出了Superia Premium负片。产品线主要面向傻瓜相机市场，不过亦被爱好者所推崇。所有感光度均有对应的135格式型号提供，而Superia 100，400以及Reala 100则额外提供120格式，Superia 200则额外提供110格式。尽管富士推出该系列，但富士依旧生产非Superia系列的普通Fujicolor彩色胶卷，使用先前的技术来主打低廉市场。
2000年至2010年期间，由于数码相机及拍照手机的流行，胶片相机市场急剧萎缩，主推业余爱好者及傻瓜相机的消费级彩色胶片市场亦大幅骤减，产品线亦大幅缩减，富士先后于约2009年停产了Superia 100胶卷，2012年停产了Reala 100胶卷，2016年停产了供海外市场的Superia X-tra 800及Superia 1600胶卷，2017年停产了Superia 200及日本国内发售的Natura 1600胶卷，2019年1月停产了日本国内发售的Superia X-tra 400胶卷，同年5月富士宣布日本国内发售的Venus 800将供应至2019年12月后停产。同时，富士亦取消了部分现有胶卷的包装类型，2020年3月富士宣布不再生产3连包的Superia Premium 400胶卷。
至2019年中旬，该产品线仅剩两款胶卷，于全球市场发行的Superia X-TRA 400以及于日本国内发行的Superia Premium 400，且均只有135格式版本。低速负片仅剩非Superia系列的Fujicolor 100和Fujicolor C200。

## 感光层

Superia系列胶卷的感光层图示

富士胶片宣传称第四层青色感光层对于荧光灯源摄影有较好的颜色重现，不过富士依旧建议配合滤镜使用。后期的Superia胶卷，如在产的Superia X-tra 400及Superia Premium 400已不再包含该感光层。

## 产品

### Superia X-tra 400
用于一般摄影用途的高速负片，原先带有第四感光层，并采用专业胶卷使用的幼细颗粒 （Fine Grain）技术，2003年后采用改进的'Super' Fine-Σ 颗粒技术（代码CH），2006年又再次改进为超均匀细颗粒技术，并延长了保质期。市场定位为全场景消费级彩色负片，对标柯达全能400胶卷。其后，日本地区8.2007修订版技术文档（代码CH-23）表明该胶卷的第四感光层已被取消，120格式亦在2013年停产，对于135格式，除美国及日本外，多连包和24张的版本在2017年停产，使得该胶卷在市面上仅存36张单独包装的135格式版本。2019年1月，富士停止在日本地区发行该胶卷
。

### Superia Premium 400
于日本地区单独发行的版本，改进了曝光宽容度并优化了亚洲人肤色重现，不带第四感光层。原先以单独包装及三连包形式发售，2020年2月富士宣布于次月（3月）停止销售27张及36张的三连包版本。价格则比X-tra 400（代码CH-24）高出50%，仅有135格式。

## 停产分支

### Superia Reala
用于人像拍摄的低速负片，面向专业及爱好者市场，原先不隶属于Superia系列（称作Fujicolor Reala），为首款搭载第四感光层的胶卷，并于后期在Superia系列及专业胶卷系列中继承了第四感光层。发行过135及120两种格式，135格式于2012年停产，120则于2013年停产。

### Superia 100
用于一般摄影用途的日光型低速负片，宣传点为易于使用及准确色彩（代号CN），发行过135及120两种格式，2009年停产。

### Superia 200
用于一般摄影用途的日光型中速负片，为室外拍摄与室内闪光灯拍摄设计（代号CA）。原有110与135两种格式，110最先停产，其为千禧年最为常见的负片之一，在西方国家的各大药店与相机市场都可以买到，对标柯达金200。135格式于2017年5月停产，部分商店则供应至2018年。其后不带第四感光层的富士C200则被作为该产品的替代品。

### True Definition 400
于美国发行的Superia X-tra 400变种（代号CH-11或CH-7），2005年面世，猜测可能是为了抗衡柯达的High Definition 400胶卷，同X-tra 400几乎相同，新增了“精细彩膜技术”（Fine Color Film Technology），宣传能够保持高宽容度时重现鲜艳色彩与精确细节。历史上仅发行过24张135格式三连包版本。

### Superia X-tra 800/Venus 800
日光型高速负片，包含第四感光层以及纳米颗粒，主打变焦相机市场。日本国内则以“Venus 800”名称发售，代号均为CZ，但部分配方有差异。二者均只发售135格式版本，Venus 800有27张和36张两种版本，而X-tra 800仅有36张版本。2016年富士停止在全球发售X-tra 800，最后批次为2018年8月份到期版本，而日本国内发售的Venus 800则继续生产，其他地区则作为平行进口货品售卖。2019年5月富士宣布将停产该胶卷，官方估计供应将持续至12月，彼时欧洲地区则停止了平行输入，到2020年初，零售商对该胶卷的库存依然有限。

### Superia 1600/Natura 1600
Superia产品线最高感光度的负片，日光型高速负片，采用第四感光层以及纳米结构Σ颗粒技术（Nano-structured Σ Grain Technology）（代码CU），主打变焦相机市场以及低照度闪光摄影。2016年富士停止发售该胶卷的国际版本，日本地区的Natura 1600则继续生产，其他地区亦作为平行进口货品售卖，但仅有单独包装版本（多连包于2016年10月停产）。2017年10月富士宣布将永久停产该胶卷，欧洲库存则持续至2018年5-6月，日本地区则最先售完。该胶卷仅发行过135格式。

### Press 400, 800 & 1600
富士发行的专业负片，提供400，800及1600三种感光度，使用同Superia系列对应感光度型号相同的乳剂，不过自生产时被冷藏运输与保存。